# بییاساندینو
بییاساندینو (به اسپانیایی: Villasandino) یک شهرستان در اسپانیا است که در کاستیا و لئون واقع شده‌است.

## خصوصیات
بییاساندینو ۴۳ کیلومترمربع مساحت و ۲۳۸ نفر جمعیت دارد.